# Выборы в Сенат Таиланда (2024)
Выборы 2024 года в Сенат Таиланда прошли в три этапа: голосование на уровне округа состоялось 9 июня, на уровне провинции — 16 июня, а национальное голосование — 26 июня.

## Предыстория
Сенат Таиланда претерпел несколько реформ с момента своего первоначального создания в 1947 году. В различных случаях Сенат назначался, избирался прямым, косвенным путём или комбинировался из этих способов. Согласно действующей Конституции 2017 года, которая была обнародована после военного переворота 2014 года, Сенат избирается косвенно через очень сложную избирательную систему, призванную создать технократический институт.
Однако Конституция предусматривает создание переходного Сената, назначаемого Национальным советом мира и порядка, военной хунтой, которая управляла Таиландом с момента переворота в 2014 году до 2019 года. Благодаря этому переходному положению эти выборы станут первыми, проведёнными в рамках новой системы. Переходный Сенат, в свою очередь, состоял из 250 членов, подавляющее большинство которых поддерживало хунту и бывшего премьер-министра Праюта Чан-Очу.
Переходный Сенат имел право голосовать за кандидатуру премьер-министра наряду с членами Палаты представителей. Это положение подверглось критике со стороны общественности во время голосования за премьер-министра в 2023 году, когда сенаторы отказались поддержать избрание получившего народную поддержку Питы Лимджароенрата, несмотря на то, что подавляющее большинство членов Палаты представителей и голосовало за его кандидатуру. Постоянный Сенат не будет иметь права голосовать за премьер-министра.
Переходный Сенат сложит свои полномочия 10 мая 2024 года.

### Парламентские выборы 2023 года
Правительство Праюта Чан-Очи потерпело сокрушительное поражение на выборах в Палату представителей 2023 года. Партия «Движение вперёд» получила наибольшее количество мест, а ещё одна оппозиционная партия «Пхыа Тхаи» заняла второе место. Однако попытка сформировать коалиционное правительство между двумя партиями провалилась после того, как лидер «Движения вперёд» Пита Лимджароенрат не был избран премьер-министром, в основном из-за противодействия со стороны консервативного Сената.
Вместо этого правительство было сформировано Сеттхой Тхависином из «Пхыа Тхаи». Кабинет Тхависина поддержали консервативные партии «Бумяжтай», «Паланг Прачарат», «Объединённая тайская нация» и «Шартиннпаттана». Новое правительство под руководством партии «Пхыа Тхаи», имевшее такое же предвыборное обещание как и у партии «Движение вперёд» о изменении конституции, ведёт работу над разработкой и принятием новой конституции до конца срока своих полномочий в 2027 году.

## Избирательная система
Сенат Таиланда состоит из 200 сенаторов, выбранных из числа лиц, обладающих знаниями, опытом, профессией, работающих или работавших в различных сферах общества. Это беспартийный орган, и все кандидаты баллотировались как независимые. Сенаторы избирались на пятилетний срок. Существуют ограничения по срокам полномочий: сенаторы могут избираться только на один срок. Правила выборов изложены в Органическом законе о наборе сенаторов 2018 года.
Кандидаты должны быть гражданами Таиланда по рождению, быть не моложе 40 лет и иметь стаж работы в своей области не менее 10 лет. Они должны иметь какую-то связь с округом, от которого хотят выдвигаться. Они также должны заплатить регистрационный сбор в размере 2500 бат (67,46 долларов США). Кандидаты не могут быть членами политической партии. Также запрещено участвовать в выборах государственным служащим, депутатам (членам Палаты представителей), бывшим депутатам, бывшим министрам правительства, бывшим местным администраторам, бывшим руководителям политических партий (если они не находились в должности не менее пяти лет), родителям, супругам и детям кандидатов в сенаторы. Члены переходного Сената (действовал с 2014 по 2024 годы) также не могли баллотироваться.
Новая избирательная система в Сенат Таиланда считается одной из самых сложных в мире. Сенаторы избирались из числа кандидатов-претендентов самими кандидатами. Всего проводится шесть туров голосования, по два на окружном, провинциальном и национальном уровне.
На уровне округов кандидаты голосовали внутри своей профессиональной группы. В каждом округе во второй тур прошли пять кандидатов из каждой группы, набравшие наибольшее количество голосов. Во втором туре каждому кандидату были назначены 3-5 случайных групп (кроме своей собственной), где ему предстояло проголосовать за кандидатов в этих группах. В результате на уровне округов предполагалось избрание 55 680 кандидатов — это трое лучших кандидатов от каждой из 20 профессиональных групп в 928 округах.
Затем прошёл процесс голосования на провинциальном уровне. Поскольку количество округов в каждой провинции варьируется (от 3 до 50), количество кандидатов в каждой провинции значительно различалось. Кандидаты сначала сократили число кандидатов в своей группе до 5. Затем они снова проголосовали за кандидатов в других группах. Таким образом, были избраны только 3080 человек — по два лучших кандидата в каждой из 20 групп от каждой провинции, которых в Таиланде 77.
Наконец, на национальном уровне 200 сенаторов были избраны из 10 лучших кандидатов в каждой группе. Это произошло в результате внутри- и межгруппового голосования.
Число кандидатов, за которых можно было проголосовать каждому избирателю, варьировалось в зависимости от тура. Система допускала ограниченное голосование. На уровне округа и провинции каждый избиратель имел два голоса внутри своей группы и один голос на межгрупповых выборах. На национальном уровне избиратель мог иметь десять голосов для внутригрупповых выборов и пять для межгрупповых выборов. Кандидаты, набравшие наибольшее количество голосов, продолжали свою работу, а все остальные были исключены. Минимального порога голосов, необходимого для избрания, не существовало. Кандидаты могли голосовать за себя на внутригрупповых выборах. Кроме того, избиратель не мог отдать более одного голоса за одного кандидата и ему не обязательно было использовать все свои голоса.
| Раунд | Дата         | Уровень                  | Избрано кандидатов | Избрано кандидатов | Избрано кандидатов | Правило голосования                   |
| Раунд | Дата         | Уровень                  | В группе           | В двадцати группах | По всему Таиланду  | Правило голосования                   |
| ----- | ------------ | ------------------------ | ------------------ | ------------------ | ------------------ | ------------------------------------- |
| 1     | 9 июня 2024  | В каждом из 928 округов  | 5                  | 100                | 92 800             | Ограниченное голосование (2 голоса)   |
| 2     | 9 июня 2024  | В каждом из 928 округов  | 3                  | 60                 | 55 680             | Система единого непереходного голоса  |
| 3     | 16 июня 2024 | В каждой из 77 провинций | 5                  | 100                | 7 700              | Ограниченное голосование (2 голоса)   |
| 4     | 16 июня 2024 | В каждой из 77 провинций | 2                  | 40                 | 3 080              | Система единого непереходного голоса  |
| 5     | 26 июня 2024 | По всему Таиланду        | 40                 | 800                | 800                | Ограниченное голосование (10 голосов) |
| 6     | 26 июня 2024 | По всему Таиланду        | 10                 | 200                | 200                | Ограниченное голосование (5 голосов)  |

## Кандидаты
Ожидалось участие около 100 000 кандидатов. Подать заявку на выдвижение с 13 мая 2024 года могли кандидаты от двадцати профессиональных групп:

| - Гражданская служба - Судебная система - Правоохранительные органы - Образование - Медицина | - Сельское хозяйство - Сотрудники частного сектора - Недвижимость - Окружающая среда - Энергетика | - Коммунальные услуги - Малое и среднее предпринимательство - Туризм и отели - Пожилые люди и этнические группы - Развлечения и искусство | - Женские группы - Внештатные работники - СМИ - Спорт - Литература |

## Результаты
Ожидалось, что Избирательная комиссия опубликует список избранных сенаторов в Royal Gazette 2 июля 2024 года. Однако из-за большого количества жалоб, утверждение кандидатов состоялось только вечером 10 июля.
|                                           |                                   |                    |                    |                          |                          |                        |                        |      |                    |                    |
| Партия                                    | Партия                            | На окружном уровне | На окружном уровне | На провинциальном уровне | На провинциальном уровне | На национальном уровне | На национальном уровне | Мест | Изменение (с 2014) | Изменение (с 2019) |
| Партия                                    | Партия                            | Голосов            | %                  | Голосов                  | %                        | Голосов                | %                      | Мест | Изменение (с 2014) | Изменение (с 2019) |
|                                           | Независимые                       | 43 818             | 100                | 23 064                   | 100                      | 2 986                  | 100                    | 200  | ▲123               | ▲200               |
| Общая информация                          |                                   |                    |                    |                          |                          |                        |                        |      |                    |                    |
| Всего                                     | Всего                             | 43 818             | 100                | 23 064                   | 100                      | 2 986                  | 100                    | 200  | ▲50                | ▼50                |
| Зарегистрировано избирателей/явка         | Зарегистрировано избирателей/явка | 46 206             | 94,83              | 23 645                   | 97,54                    | 2 994                  | 99,73                  |      |                    |                    |
| Источник: Избирательная комиссия Таиланда |                                   |                    |                    |                          |                          |                        |                        |      |                    |                    |

### Политические фракции
23 июля 2024 года вновь избранные сенаторы собрались, чтобы выбрать председателя и двух его заместителей. Результаты были следующими: 153 голоса получили так называемые «Синие сенаторы», которые, как предполагалось, были связаны с консервативной партией «Бумяжтай», 19 — так называемые «Сенаторы нового поколения», которые поклялись продвигать либеральные и прогрессивные идеи (несмотря на то, что 30 человек заранее обещали вступить в этот лагерь), а остальные 28 — неаффилированные лица из двух вышеупомянутых лагерей. Другие оценки предполагают, что в Сенат были избраны 120 человек, связанных с «синей» партией («Бумяжтай»), около 20 других, как предполагалось, были связаны с «Движением вперёд» и примерно столько же с «Пхыа Тхаи».

## Расследование предполагаемых фальсификаций
16 февраля министр юстиции Тави Содсонг заявил, что жалобы на выборы в Сенат были поданы в Департамент специальных расследований (ДСР), который нашёл достаточные основания для передачи дела в Избирательную комиссию (ИК). По словам министра, некоторые из обвинений касались уголовных преступлений в соответствии с Уголовным кодексом, что подразумевает, что ими должна заниматься ДСР. Спикер Сената Монгкол Сурасаджа выступил решительно против расследования. Однако «сенаторы нового поколения» поддержали проведение расследования, которое «предоставит общественности возможность узнать правду, а сенаторам, подвергшимся нападкам, — очистить свои имена». Считается, что расследование ДСР направлено против так называемых «синих сенаторов».
25 февраля Специальная комиссия ДСР отложила принятие решения о том, следует ли рассматривать дело о предполагаемом сговоре при голосовании на выборах в Сенат в качестве особого дела, подлежащего расследованию ДСР, в ожидании разъяснений от Избирательной комиссии. ДСР объявил о наличии доказательств того, что выборы в Сенат были отмечены сговором избирателей и блоковым голосованием. В документе также содержится обвинение Сената в создании преступного сообщества, представляющего угрозу национальной безопасности.
7 марта 2025 года ДСР под председательством заместителя премьер-министра Пхумтама Вечаячая постановил, что займётся делом о предполагаемой широкомасштабной фальсификации результатов выборов в Сенат. Министр юстиции Тави Содсонг, курирующий деятельность ДСР, заявил, что будет создана группа следователей по особым делам для работы с прокурорами по делу. При этом комиссия по особым делам ДСР отказалась рассматривать заявления о преступном сговоре, согласившись сосредоточиться на расследовании обвинений в отмывании денег. Решение принято 11 голосами против 4 при трёх воздержавшихся. Наблюдатели связали снятие обвинений в сговоре со встречей основателей партий «Бумяжтай» и «Пхыа Тхаи» Ньюина Чидчоба и Таксина Чинавата. Тави Содсонг сообщил, что что по меньшей мере 20 сенаторов замешаны в предполагаемом отмывании денег, а ДСР располагает списком из более чем 7000 свидетелей предполагаемого сговора на выборах. В этот же день Избирательная комиссия Таиланда сообщила, что расследование 299 случаев предполагаемой фальсификации результатов выборов в Сенат завершено, но предстоит рассмотреть ещё 278 дел.